# La Dernière Bande
La Dernière Bande (en anglais Krapp's Last Tape) est une pièce en un acte de Samuel Beckett, avec un seul personnage. Elle a été écrite pour l'acteur nord-irlandais Patrick Magee sous le titre initial Magee monologue. Beckett en a eu l'idée après avoir entendu Magee lire des extraits de Molloy et D'un ouvrage abandonné (en) sur BBC Third Programme en décembre 1957.
La pièce a été jouée pour la première fois en lever de rideau de Fin de partie du 28 octobre au 29 novembre 1958 au Royal Court Theatre de Londres, avec Patrick Magee dans une mise en scène de Donald McWhinnie (en).
Samuel Beckett l'a traduite lui-même en français - avec l'aide de Pierre Leyris - en 1959 ; la pièce (9 pages en pré-édition originale) a été publié par Les Lettres Nouvelles/Julliard le 4 mars 1959. Elle a été jouée pour la première fois à Paris en 1959 (deux représentations), au Théâtre de la Contrescarpe, rue Mouffetard, avec Jacques Bouzerand dans une mise en scène de Jean-Pierre Laruy.
Elle a ensuite été reprise à partir du 22 mars 1960 au Théâtre Récamier, dans une mise en scène de Roger Blin avec René-Jacques Chauffard.
Elle est depuis souvent reprise, parfois associée à d'autres pièces brèves de l'auteur.
Beckett lui-même l'a mise en scène en 1970 au Théâtre Récamier, puis en 1975 au Théâtre d'Orsay.

## Résumé.
Dans ce « monodrame », comme on le qualifie parfois, le vieux Krapp, écrivain raté et clochardisé, soliloque en réécoutant chaque année une vieille bande magnétique, sorte de journal où il témoignait du bonheur de son amour et de sa rupture désolante. Confronté trente ans plus tard au vide, il semble ne donner sens à sa vie qu'en se souvenant, avec nostalgie et dérision, dans un « monologue sentimental » des « beaux jours de bonheur indicible » qu'évoque Verlaine à la fin des Fêtes Galantes et que Beckett reprendra  pour titre dans une œuvre célèbre. Les mots du passé survivent et témoignent : c'est à eux que se raccroche malgré tout le vieillard comme d'autres personnages beckettiens - Willie dans Oh les beaux jours, par exemple. « J'ai aimé ! » semble-t-il dire avec le romantisme du Perdican de Musset, dévoilant une face sous-estimée de Samuel Beckett que l'on réduit trop facilement au sentiment de l'absurde.

### Citation
Les dernières lignes de l'œuvre montrent bien la force du souvenir heureux opposé à la solitude finale au cœur des ténèbres :
(Il écoute la bande ancienne) : "J'ai dit encore que ça me semblait sans espoir et pas la peine de continuer. Et elle a fait oui sans ouvrir les yeux. (Pause) Je lui ai demandé de me regarder et après quelques instants - (pause) - et après quelques instants, elle l'a fait, mais les yeux comme des fentes à cause du soleil. Je me suis penché sur elle pour qu'ils soient dans l'ombre et ils se sont ouverts. (Pause) M'ont laissé entrer. (Pause) Nous dérivions parmi les roseaux et la barque s'est coincée. Comme elle se pliait avec un soupir devant la proue, je me suis coulé sur elle, mon visage dans son sein et ma main sur elle. Nous restions là couchés. Sans remuer. Mais sous nous, tout remuait, et nous remuait, doucement, du haut en bas, et d'un côté à l'autre."
- Passé minuit. Jamais entendu pareil silence. La terre pourrait être inhabitée. (FIN)."

## La structure de l'œuvre
« Je me remis à écrire - en français - avec le désir de m'appauvrir encore davantage », nous dit Samuel Beckett en 1968. Derrière ce désir d'appauvrir son écriture se devine une volonté de prendre le contrepied du dramaturge anglais par excellence, Shakespeare. Les œuvres de ce dernier témoignent en effet d'une incroyable richesse de la langue vis-à-vis de laquelle Beckett doit prendre ses distances pour ne pas rester dans l'ombre de son prédécesseur. Une difficulté plus générale s'ajoute à cette nécessité propre à Beckett, difficulté que doivent affronter les écrivains au lendemain de la Seconde Guerre mondiale : celle-ci constitue le récit ultime, total, devant lequel la littérature est tentée de renoncer. 
C'est pourquoi Beckett démonte les rouages traditionnels des schémas actanciel et narratif pour les exhiber dans leur dérèglement. 
Beckett s'interroge en effet sur les possibilités qui subsistent de créer un récit fictif. La Dernière bande s'inscrit pleinement dans cette interrogation. Les forces présentées dans le schéma actanciel (adjuvants, oppossants, etc.) sont concentrées dans le seul personnage de Krapp, et dans les vestiges de son passé contenus dans les bobines. Les tensions qui animent cette pièce sont ainsi dues à la pluralité des voix qui la composent : Krapp ne cesse d'invectiver celui qu'il a été trente ans auparavant, de semer des embûches sur sa propre route en ressassant les mêmes paroles, en réécoutant toujours le même enregistrement, celui d'une rupture amoureuse : « Viens d'écouter ce pauvre petit crétin pour qui je me prenais il y a trente ans, difficile de croire que j'aie jamais été con à ce point là ». Il est donc à lui-même son propre opposant. Mais il est aussi, par un jeu paradoxal, animé par une force qui le pousse à continuer, à réécouter sans fin la même bande : il est donc à lui-même son propre adjuvant, même si cet adjuvant prend la forme trompeuse du ressassement et du piétinement. 
Les forces en présence dans La Dernière bande sont ainsi concentrées dans ce corps avachi qui paraît sur la scène. Tout le drame semble se jouer dans cet espace restreint, dans cette "turne" (p. 9) à l'écart, close, qu'est la conscience du personnage. Le schéma actantiel est ainsi travaillé d'une façon singulière par Beckett : il est concentré dans un corps, incarné, et trouve une nouvelle vigueur dans la confrontation entre Krapp et le magnétophone, entre la voix des Krapp passés et celle du présent, voix qui n'en finissent pas de résonner l'une dans l'autre et de mêler leurs aigreurs par le jeu du dialogisme.

## La question du lyrisme
Parmi la
pluralité de voix que fait entendre ce jeu de dialogisme, il en est une qui
paraît s’inscrire dans l’évolution du lyrisme au XXe siècle, lyrisme marqué
par une attention portée à la matière la plus concrète qui soit. Cette voix
lyrique est celle du récit fait par Krapp, trente ans auparavant, de sa rupture
amoureuse ;
c’est un récit fragmenté, coupé à plusieurs reprises par Krapp lui-même, et
jamais livré dans son intégralité. Si le thème de ce récit permet en tant que
tel un traitement lyrique – le topos de la
rupture amoureuse, associé à celui des yeux de l’être aimé –, certains passages
qui le composent témoignent d’une attention particulière apportée à la matière
dans ce qu’elle a de plus charnel et concret : « J’ai remarqué une
égratignure sur sa cuisse et lui ai demandé comment elle se l’était faite. En
cueillant des groseilles à maquereau, m’a-t-elle répondu. » (p. 27). C’est
depuis cette veine lyrique que la polyphonie se colore et prend de l’épaisseur
et que le personnage de Krapp révèle le kaléidoscope de ses différents
« moi ». C’est depuis le corps du personnage, diminué et avachi,
habillé de vêtements pisseux et usés (p.9 et 10), que ce lyrisme vertical se
déploie, qu’il entre en tension avec un lyrisme horizontal, chanté,
qui n’a plus lieu d’être après la guerre, mais dont l’impossibilité ne cesse
pas de laisser un certain sentiment de nostalgie : 
« L’ombre
descend de nos montagnes,
L’azur du ciel
va se ternir,
Le bruit se tait
– (Accès de toux. Presque inaudible) dans nos campagnes,
En paix bientôt
tout va dormir. » (p. 32) 

## Le style de Beckett dansLa Dernière bande: un art du dérèglement
Dans La Dernière bande, la langue est simple, caractérisée par
une grande économie de moyens. On pourra la lire comme une tentative de tirer
parti, autant que possible, du minimum de procédés littéraires. Parmi ceux-ci,
les plus visibles sont la disjonction, la répétition et la collocation.    

### La disjonction
Au
sein de la pièce, chaque phrase est une interrogation sur la capacité du
langage à dire et à signifier. La cohérence est constamment différée et le sens
mis en péril par des phénomènes de rupture qui ponctuent tout le récit. 

#### Mise en péril du sens
« ([Krapp]
hausse les épaules, se penche de nouveau sur le registre, lit.) Adieu à
l’a… (Il tourne la page)… mour. » 
(p.15).
L’unité
phrastique est perdue de vue l’espace d’un instant ; suspendue par la page
à tourner qui éclate le mot « amour », la phrase se trouve en attente
de sens, parallèlement à l’attente du mouvement de Krapp qui doit le rétablir.
La cohérence du langage est ainsi mise en question en tant que présupposé
évident. Beckett semble interroger par là le langage comme totalité, mettant en
scène l’incompréhension d'un lecteur ou d'un spectateur face à une langue qui
ne va plus de soi. La recomposition n’intervenant qu’une fois le tout donné, la
signification est d’abord mise en danger avant d’être offerte.
« Ce
que soudain j’ai vu alors, c’était que la croyance qui avait guidé toute ma
vie, à savoir — (Krapp débranche 
impatiemment l’appareil, fait avancer la bande, rebranche l’appareil) — grands
rochers de granit et l’écume qui jaillissait dans la lumière du phare et
l’anémomètre qui tourbillonnait comme une hélice, clair pour moi enfin que
l’obscurité que je m’étais toujours acharné à refouler est en réalité mon
meilleur — (Krapp débranche impatiemment l’appareil, fait avancer la bande,
rebranche l’appareil) — indestructible association jusqu’au dernier soupir
(…) » (p.25).
En
manipulant constamment la bande, le personnage offre au récepteur un récit
fragmenté. Alors qu’à chaque instant la bobine semble sur le point de dévoiler
quelque chose, le personnage avance la bande de manière mécanique, décevant
l’attente du spectateur et empêchant la cohérence d'advenir. La fragmentation
et la disjonction du discours de Krapp mettent en évidence l'impossibilité de
stabiliser le sens de l'événement passé.

#### Jeu du corps et du phénomène verbal
Les
phénomènes de ruptures, verbaux et stylistiques, prennent un tour particulier
chez Beckett. En effet, ils sont fréquemment déclenchés par une manifestation
du corps, causés par un geste. La rupture verbale est ainsi actualisée par le théâtre
et la mise en scène, où elle trouve son achèvement : « L’a…
mour » est rompu par la page à tourner. De même, la chanson est déformée
par un accès de toux qui offre un contraste ironique avec le lyrisme du chant
(p. 32). Enfin, le déroulement de la bande est constamment mis en danger, la
voix de la bobine subissant la manipulation de la main du personnage, qui se
donne ainsi l'illusion de maîtriser un temps qui lui a définitivement échappé. 

### La répétition
Si
Antonin
Artaud dénonçait toute forme de
redite, Samuel Beckett semble prendre le contrepied de cette position
esthétique : il fait de la réitération un procédé majeur de La Dernière
bande.
Indispensable
à la cohérence de tout énoncé, la répétition assure son caractère suivi et
homogène. En
démultipliant ce procédé, Samuel Beckett n'inscrit pas la pièce de théâtre sous
le signe d'une progression linéaire : La Dernière bande
s'organise davantage sur le mode d'une composition circulaire où s'enchâssent
de manière complexe les gestes et paroles réitérés du personnage.

#### Comme tentative d'ajustement des mots à la pensée
Fréquemment,
Beckett utilise Krapp pour interroger la pertinence du langage : le
personnage répète ses propres propos et questionne ainsi la capacité des mots à
représenter le réel :
«  Resté assis devant le feu, les yeux fermés,
à séparer le grain de la balle. (…) Le grain, voyons, je me demande ce que
j'entends par là, j'entends …  » (p. 16-17).
Ici,
Krapp revient sur ce qu'il a précédemment dit et tente d'ajuster sa pensée. La
répétition, qui instaure un rapport de dialogue entre le personnage et sa
propre parole, reflète le soupçon que le dramaturge fait peser sur la langue. 

#### Comme régression du langage
Le
langage de Krapp peut être assimilé au concept de langage égocentrique –
propre à l'enfant qui ne parle qu’à lui-même et de lui-même – énoncé par Piaget
dans Construction du réel chez l´enfant,
c'est-à-dire un langage qui accompagne l'activité sans visée
communicationnelle. La pièce n'est autre qu'une mise-en-abîme de monologues de
Krapp à différentes périodes de sa vie et dont l’unique sujet est Krapp. 
À
l'instar d'un enfant qui s'amuse à répéter incessamment les sons et les mots
afin de se familiariser avec le langage, Krapp répète « avec [une]
délectation » presque sadique le mot « bobine » jusqu'à
interpeller le spectateur ou le lecteur : 
« Bobine…
(il se penche sur le registre)… ccinq… (il se penche sur les bobines)…
ccinq… ccinq… ah ! petite fripouille ! (Il sort une bobine,
l´examine de tout près'.) Bobine ccinq. (Il la pose sur la table, referme
la boîte trois, la remet avec les autres, reprend la bobine.) Boîte trrois,
bobine ccinq. (Il se penche sur l´appareil, lève la tête. Avec délectation.)
Bobiiine ! » (p. 14).
On
assiste même à une série d'allitérations en « b » comme
« bobine », « boniche brune » ou encore en
« v » : « veuf… veuf… veuvage… ».  Ces répétitions, qui infantilisent le langage
de Krapp, visent à déstabiliser le public ou le lecteur, comme souvent chez
Beckett. Elles permettent de déjouer les stéréotypes que constituent les
normes de la communication en présentant un langage a priori irréfléchi
et absurde.

#### Comme exploration du langage comme matière sonore
Beckett
joue avec le rapport entre le signifié et
le signifiant. Le langage apparaît, par conséquent, comme une tentative
de nommer les choses qui  ne peut être
immuable, ne persiste pas à travers l’espace et le temps. Le fait que Krapp
cherche la définition du mot « viduité » qu’il a utilisé dans l’une de ses
bandes — témoignage d’un « moi » antérieur —, n’est pas un hasard. Il s’agit
d’une découverte ou d’une redécouverte du langage. Par exemple, quand Krapp
répète un même mot (considéré ici comme une enveloppe sonore) il vide, épuise
sa signification (ce à quoi il renvoie) ; Krapp porte à son comble la
notion d’arbitraire du signe car, au fur et à mesure qu’il répète l’enveloppe sonore du
mot, celle-ci se détache du signifié, et finalement, ne réfère plus à rien. Le
mot est ainsi essoré de tout son sens.

### La collocation

#### Repoétisation de la collocation
Beckett crée un phénomène de dialogisme qui
s'incarne notamment dans les collocations. Elles peuvent prendre la forme
d'expressions figées — considérées alors comme voix de l'Autre (ou « voix
du peuple » selon Gréciano)
puisqu'elles sont dictées par un langage proverbial — qu'il réinvente,
reformule. Ainsi « solide comme un roc » devient dans la bouche de
Krapp « solide comme un pont » qui peut être perçu comme une absence
de maîtrise de la langue. Les expressions figées sont alors considérées comme
usées, et les « déchets » qu’elles constituent sont réutilisés par
Beckett en tant que matériaux poétiques.

#### Mise en scène de la collocation
Avec la collocation
« solide comme un pont », Krapp tente de créer un effet de style mais
n’aboutit pas au résultat escompté. En effet, il est discrédité à la fois par l’ethos
d’écrivain raté que Beckett construit tout au long de la pièce et par la mise
en scène de la réinvention de la collocation. Celle-ci est interrompue par une didascalie pendant laquelle Krapp se ridiculise par sa maladresse
et crée l’attente d’un mot qui ne viendra finalement pas. Krapp incarne cet
écrivain distancé par le cours de l'Histoire, celui qui croit toujours pouvoir
« faire de la littérature », du beau style, après la Seconde Guerre
mondiale : c'est pourquoi sa tentative de se libérer des collocations
tourne au ridicule. La littérature est entrée dans l'« ère du soupçon ».